# Handbook of Ecological Concepts
Das Handbook of Ecological Concepts (kurz: HOEK) ist ein internationales Forschungs- und Publikationsprojekt, das 2002 gegründet wurde. Ziel ist die Verbesserung der Kommunikation und des Verständnisses zwischen Menschen mit unterschiedlichem fachlichem Hintergrund, die sich für Ökologie interessieren. Das Projekt wurde vom UFZ Leipzig und der TU Darmstadt vorangetrieben. Seine Ziele sind die historische und rezente Bedeutung ökologischer Begriffe darzustellen, die konzeptionelle Grundlage der Ökologie zu verbessern, verschiedene Disziplinen der ökologischen Forschung mit den Anwendern zu verbinden und den Diskurs um Philosophie und historischen Hintergrund der naturwissenschaftlichen Ökologie weiter voranzubringen.

## Publikationen
- Schwarz/Jax (Hrsg.) (2011): Ecology Revisited. Springer ISBN 978-90-481-9743-9